# I nuovi mini ninja
I nuovi mini ninja (3 Ninjas Kick Back) è un film del 1994 diretto da Charles Kanganis. È il secondo dei quattro film della serie dei 3 Ninjas, avente come protagonisti tre giovani fratelli dediti allo studio delle arti marziali.

## Trama
Tum Tum Rocky e Colt durante una sessione di allenamento si preparano ad affrontare un importante partita di Baseball che si terrà quella stessa settimana. Durante la partita i giocatori avversari giocano in modo scorretto verso i tre ragazzi arrivando a provocare infortuni solo per fare loro del male. Alla fine non tollerando oltre i tre ragazzi scatenano una rissa contro i giocatori avversari insieme al resto della squadra nel bel mezzo della partita che viene sospesa. L'arbitro dopo aver rimproverato entrambe le squadre rimanda la partita alla prossima settimana nella speranza che gli animi si siano calmati. Il nonno Mori deve andare a risolvere una vecchia questione risalente agli anni della sua giovinezza, ma a causa di un brutto incidente appena arrivato a Tokyo è costretto in un letto d'ospedale. Decide di affidare la missione ai suoi preziosissimi nipoti che si recano in Giappone. Durante il loro viaggio i ragazzi prenderanno parte ad un torneo di arti marziali in cui conosceranno una ragazza molto abile e molti anziani maestri. Dovranno anche vedersela con un'organizzazione criminale capeggiata da un vecchio rivale del nonno che cerca disperatamente di mettere le mani su un'antica reliquia. Dopo aver ritrovato la reliquia e aver fatto cambiare idea al rivale Morì ritorna con i nipoti in America per affrontare la partita che si terrà tra pochi giorni. Durante la partita di Baseball questa volta gli animi tra le due squadre sono più tranquilli e alla fine Tum Tum Rocky e Colt riescono a vincere la partita. I giocatori avversari non accettando la sconfitta tentano di assalire i tre ragazzi fuori dallo stadio ma i tre ragazzi prevedendo che sarebbe successo li malmenano senza problemi per poi andarsene con grande soddisfazione.

## Pubblicazioni
In Italia il film è stato raccolto assieme al terzo film e al quarto film in un cofanetto DVD pubblicato nel 2003.

## Produzione
Sebbene sia il secondo film della serie uscito nelle sale in realtà fu il terzo ad essere girato, infatti il terzo film Tre piccole pesti venne girato nel 1993 ma distribuito solo due anni dopo.
Infatti nel terzo film il cast principale rimane invariato ma in questo capitolo è cambiato in gran parte rispetto al predecessore. Dei tre ragazzi protagonisti l'unico ad aver conservato la propria parte è Max Elliott Slade nel ruolo di Colt, per quanto riguarda il resto del cast Victor Wong rimane nel ruolo del nonno e anche Alan McRae ha conservato il ruolo di Sam Douglas, che tuttavia in questa pellicola è nettamente meno importante che nella precedente, riducendosi a poco più di una semplice comparsa.

## Altri film della serie
Il film è il secondo dei quattro capitoli:
- 1992 - 3 ragazzi ninja
- 1994 - I nuovi mini ninja
- 1995 - Tre piccole pesti
- 1998 - Lo stile del dragone

## Videogioco
Dal film venne tratto un videogioco intitolato 3 Ninjas Kick Back pubblicato nel 1994 per Super NES, Sega Mega Drive e Sega CD.